# 仲村直人
仲村 直人（なかむら なおと、1976年7月14日 - ）は日本のプロバスケットボール選手である。1999年に松下電器と選手契約を結び、プロ選手となる。2003年と2005年にはバスケットボール男子日本代表に選出された。島根スサノオマジックに所属していた2016年に引退し、指導者に転身した。沖縄県中頭郡中城村出身。選手生活最後のシーズンとなった2015-16シーズン開始時点での身長は192cm、体重88kgで、ポジションはシューティングガードだった。

## 来歴
11歳の時にバスケットボールを始める。中城中学校を卒業後、北中城高に進学し、インターハイ準優勝。高校入学時から190cm近くありセンター (バスケットボール)を務めていたが、2年生の時に長身大型センターが入学したためスモールフォワード兼任となり、その後シューティングガードにコンバートされた。
日体大でもインカレなどで優勝を経験する。
大学卒業後の1999年に松下電器入りする。2003年に日本代表に選出され、2005年まで国際大会に出場する。2005-06シーズン終了後に松下電器を退団。
2006年、bjリーグの大阪エヴェッサが獲得の意思を表明したものの、トライアウトが既に終わっていたため練習生として契約する。翌年、トライアウトを経てアーリーチャレンジ制度で富山グラウジーズと契約。2007年2月に来季のドラフト1巡目指名権と金銭との交換トレードで大阪に移籍した。（bjリーグ初のトレード。）アーリーチャレンジ期間終了後、ドラフト会議にて東京アパッチよりドラフト1巡目指名を受けるが、城宝匡史とのトレードにより優先交渉権は大阪に移り、大阪に残留。
2010年、京都ハンナリーズへ移籍。2012年、FA権を行使して岩手ビッグブルズへ移籍。2013年、大阪エヴェッサに復帰し、2014-15シーズン終了まで在籍した。
2015年7月、島根スサノオマジックに移籍。2015-16シーズン終了をもって選手を引退し、ヒューマンアカデミーが経営するバスケットボールカレッジのコーチに就任した。
現在、京都成章高校でラグビー部の顧問をしている。
尚、同校の生徒によると、座学は教えるのが上手い。